# Gilet imbottito

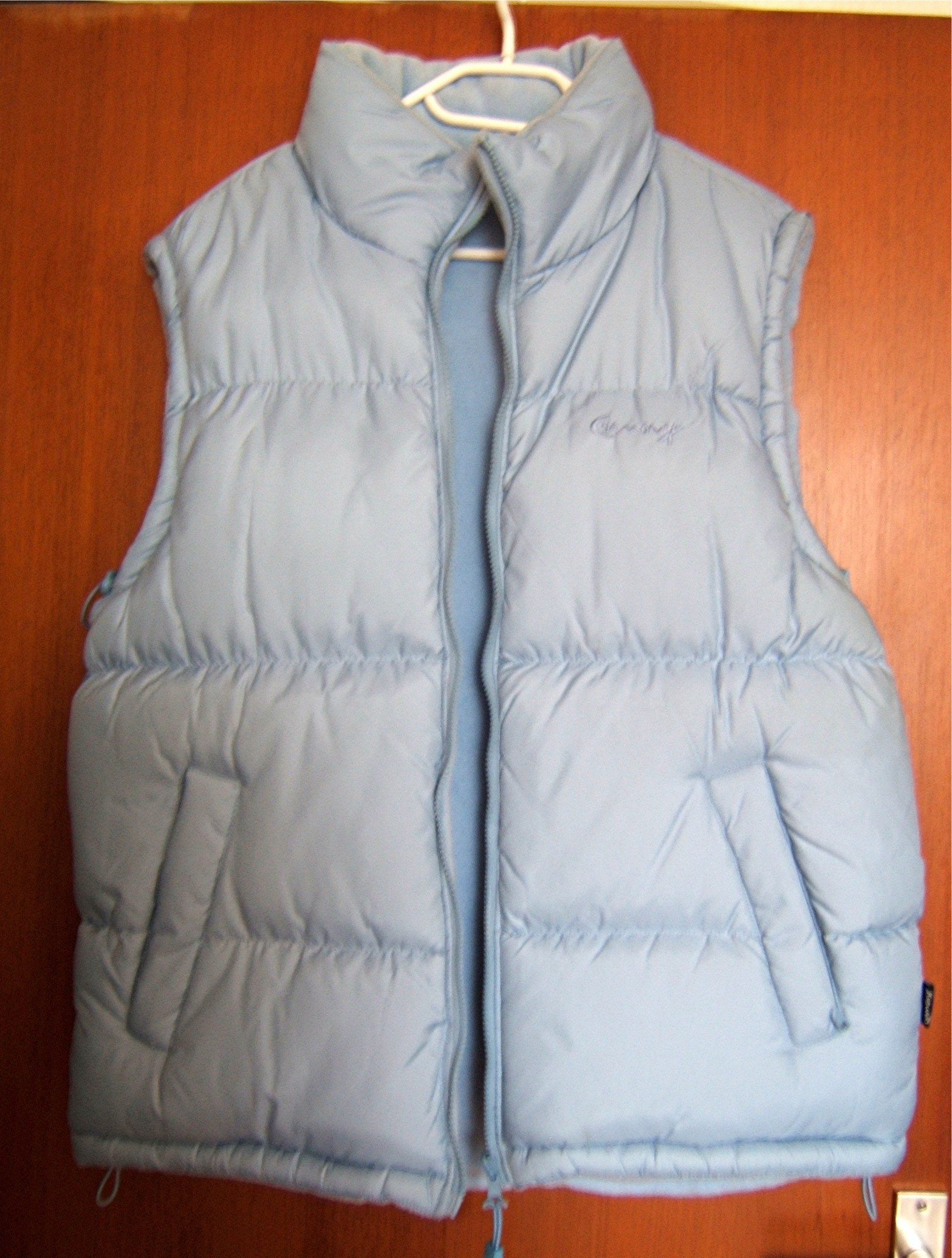
Gilet imbottito

Il gilet imbottito, o giubbotto gilettato (detto anche smanicato), è un indumento simile al giubbotto, ma sprovvisto di maniche, che si indossa sopra la giacca, o il cardigan, oppure sotto il giubbotto o l'impermeabile.

## Storia
Il gilet nacque come giubbotto sportivo. Gli atleti di molte discipline sportive, quali golf, canottaggio, vela, corsa e sci nautico, avevano infatti bisogno di una giubba capace sì di proteggere dal freddo, ma anche di lasciare le braccia libere; fu così che furono create delle giubbe prive di maniche.
I golfisti indossano questo capo smanicato sopra il golf e sotto il K-Way.

## Giubbotto catarifrangente
È giallo o arancione luminoso e a righe orizzontali grigie, tale da poter essere visto di notte o al buio. Poiché deve essere ben visibile, va indossato sopra il giubbotto.
È obbligatorio per gli automobilisti che scendono in sosta forzata fuori dai centri abitati.

## Mantello per il mitra
Fa parte della divisa dei carabinieri (che lo indossano durante gli appostamenti). Si indossa dall'alto (dalla testa) sopra la giacca della divisa. Si ferma alla vita, lasciando in vista una parte della giacca.

## Tipi di gilet imbottiti
Esistono due tipi di gilet imbottiti:
- giubbotto con maniche removibili, assicurate, ad esempio, mediante bottoni o cerniera lampo (zip)
- gilet nato senza maniche: in alcuni casi possono essere incernierati dentro un giubbotto o un trench come imbottitura per tenere più il caldo.